# A Lyga 2005
La A Lyga 2005 fue la 16ª edición del torneo de fútbol más importante de Lituania que se jugó del 12 de abril al 12 de noviembre y que contó con la participación de 10 equipos.
El FK Ekranas gana su primer título de liga.

## Clasificación
| Pos. | Equipo      | Pts. | PJ | G  | E  | P  | GF | GC  | Dif. | Clasificación                                 |
| ---- | ----------- | ---- | -- | -- | -- | -- | -- | --- | ---- | --------------------------------------------- |
| 1    | Ekranas (C) | 92   | 36 | 29 | 5  | 2  | 87 | 23  | +64  | Primera Ronda Clasificatoria Champions League |
| 2    | FBK Kaunas  | 82   | 36 | 26 | 4  | 6  | 89 | 25  | +64  | Primera Ronda Clasificatoria UEFA Cup         |
| 3    | Sūduva      | 59   | 36 | 16 | 11 | 9  | 67 | 43  | +24  | Primera Ronda Clasificatoria UEFA Cup         |
| 4    | Vėtra       | 57   | 36 | 17 | 6  | 13 | 45 | 45  | 0    | Primera Ronda Intertoto Cup                   |
| 5    | Vilnius     | 47   | 36 | 11 | 14 | 11 | 36 | 29  | +7   |                                               |
| 6    | Šilutė      | 44   | 36 | 12 | 8  | 16 | 44 | 61  | −17  |                                               |
| 7    | Atlantas    | 41   | 36 | 11 | 8  | 17 | 40 | 52  | −12  |                                               |
| 8    | Žalgiris    | 41   | 36 | 11 | 8  | 17 | 40 | 52  | −12  |                                               |
| 9    | Šiauliai    | 33   | 36 | 8  | 9  | 19 | 40 | 61  | −21  |                                               |
| 10   | Nevėžis     | 5    | 36 | 0  | 5  | 31 | 18 | 115 | −97  |                                               |

 Fuente: www2.omnitel.net

## Resultados
| Local \ Visitante | ATL | EKR | FBK | NEV | SŪD | ŠIA | ŠIL | VĖT | VIL | ŽAL |
| ----------------- | --- | --- | --- | --- | --- | --- | --- | --- | --- | --- |
| Atlantas          |     | 0–1 | 0–2 | 5–1 | 1–0 | 3–1 | 0–0 | 1–0 | 0–1 | 2–2 |
| Ekranas           | 0–0 |     | 1–0 | 1–0 | 2–0 | 1–0 | 2–1 | 8–0 | 5–1 | 2–0 |
| FBK Kaunas        | 2–1 | 1–2 |     | 5–0 | 3–0 | 5–1 | 4–1 | 0–2 | 0–0 | 4–0 |
| Nevėžis           | 0–0 | 0–4 | 0–8 |     | 1–5 | 0–2 | 0–0 | 1–2 | 0–2 | 0–2 |
| Sūduva            | 1–0 | 2–2 | 0–1 | 5–0 |     | 1–0 | 4–1 | 1–1 | 2–2 | 1–1 |
| Šiauliai          | 2–0 | 2–2 | 1–0 | 4–0 | 1–3 |     | 2–1 | 1–2 | 0–1 | 2–3 |
| Šilutė            | 3–0 | 1–5 | 0–4 | 3–2 | 1–1 | 4–1 |     | 2–0 | 1–1 | 1–0 |
| Vėtra             | 0–2 | 0–2 | 0–1 | 1–0 | 1–0 | 2–1 | 1–0 |     | 2–1 | 2–0 |
| Vilnius           | 1–0 | 0–1 | 1–0 | 1–1 | 0–0 | 0–0 | 0–1 | 0–0 |     | 2–0 |
| Žalgiris          | 1–2 | 0–4 | 0–2 | 4–0 | 2–4 | 0–0 | 2–0 | 1–0 | 1–0 |     |

| Local \ Visitante | ATL | EKR | FBK | NEV | SŪD | ŠIA | ŠIL | VĖT | VIL | ŽAL |
| ----------------- | --- | --- | --- | --- | --- | --- | --- | --- | --- | --- |
| Atlantas          |     | 1–3 | 0–5 | 2–2 | 1–3 | 2–0 | 2–2 | 1–3 | 1–0 | 1–1 |
| Ekranas           | 1–2 |     | 0–0 | 4–1 | 4–1 | 1–5 | 3–0 | 1–0 | 2–0 | 4–0 |
| FBK Kaunas        | 3–1 | 2–3 |     | 3–0 | 3–1 | 0–0 | 5–0 | 3–0 | 1–0 | 3–2 |
| Nevėžis           | 0–3 | 0–5 | 0–2 |     | 1–6 | 1–2 | 1–3 | 0–2 | 0–3 | 1–2 |
| Sūduva            | 2–1 | 1–2 | 3–4 | 5–1 |     | 0–0 | 2–1 | 2–0 | 1–1 | 2–0 |
| Šiauliai          | 1–1 | 1–3 | 2–3 | 2–2 | 1–4 |     | 1–4 | 1–0 | 0–2 | 0–4 |
| Šilutė            | 1–0 | 0–2 | 1–4 | 3–0 | 0–0 | 2–1 |     | 3–1 | 1–1 | 0–1 |
| Vėtra             | 3–2 | 1–1 | 0–3 | 6–0 | 2–2 | 2–0 | 3–1 |     | 2–0 | 2–1 |
| Vilnius           | 4–1 | 0–1 | 0–0 | 3–0 | 1–1 | 1–1 | 5–1 | 1–1 |     | 0–1 |
| Žalgiris          | 0–1 | 0–2 | 2–3 | 5–2 | 0–1 | 1–1 | 0–0 | 1–1 | 0–0 |     |